# 36 Atalante
A 36 Atalante a Naprendszer kisbolygóövében található aszteroida. Hermann Mayer Salomon Goldschmidt fedezte fel 1855. október 5-én.